# Sea of Solitude
Sea of Solitude est un jeu vidéo d'aventure développé par le studio allemand Jo-Mei Games, édité par Electronic Arts, sorti le 5 juillet 2019 sur PlayStation 4, Xbox One et Microsoft Windows uniquement en téléchargement.
Une version Director's Cut du jeu a été annoncé le 10 décembre 2020, lors des Game Awards. Contrairement à la version d'origine, cette version est éditée par Quantic Dream et est sorti exclusivement sur Nintendo Switch le 4 mars 2021.
Le jeu est annoncé en 2015 et présenté durant la conférence d'Electronic Arts à l'E3 2018. Il s'agit du deuxième jeu du programme EA Originals.

## Synopsis
Kay est une jeune fille solitaire, errant dans une ville abandonnée et submergée à bord d'un petit bateau à moteur. Elle se transforme petit à petit en monstre et veut trouver les origines de son mal en observant des créatures comme elle, mais elle doit aussi éviter de basculer dans la folie.
Le jeu est une métaphore des émotions, et les monstres du jeu représentent ces dernières. Le jeu est fait pour développer et traiter le sentiment de solitude.

## Système de jeu
Il s'agit d'un jeu vidéo d'aventure et d'exploration en vue à la troisième personne. Le joueur doit arpenter la ville à moitié émergée pour résoudre les énigmes du scénario.

## Développement
Sea of Solitude est annoncé en février 2015 par Jo-Mei Games. En décembre 2016, il rejoint le programme EA Originals d'Electronic Arts, qui apporte un soutien financier à l'équipe, au même titre que Fe et A Way Out,. Le jeu est développé par le studio berlinois Jo-Mei Games, sous la direction de Cornelia Geppert.
Le 28 mai 2019, Cornelia Geppert annonce que le jeu sortira le 5 juillet 2019.

## Accueil
Ce jeu vidéo a été testé par plusieurs sites de jeux vidéo comme Gameblog, Gamekult ou Jeuxvideo.com.